# Saison 8 de Skam France
 (janvier 2022).
Chronologie
Saison 7 Saison 9
Cet article présente le guide des épisodes de la huitième saison de la web-série française Skam France.
La saison sort en « temps réel » sur la plateforme web France.tv par France.tv Slash, en courtes séquences à partir du 3 mai 2021, et en épisodes complets le 7 mai 2021.

## Synopsis
Cette saison est consacrée au personnage de Bilal Cherif et de la précarité auquel fait face l'adolescent et sa famille.

## Distribution

### Acteurs principaux
Sauf indication contraire, les informations mentionnées dans cette section peuvent être confirmées par la base de données cinématographiques Allociné,  présente dans la section « Liens externes ».
- Khalil Ben Gharbia : Bilal[3]
- Abdallah Charki : Redouane
- Louise Malek : Jo
- Flavie Delangle : Lola
- Louai El Amrousy : Zakaria Cherif, frère de Bilal
- Lucie Fagedet : Tiff
- Zoé Garcia : Anais
- Charlie Loiselier : Louise
- Sohan Pague : Max
- Ayumi Roux : Maya

### Acteurs récurrents et invités
- Alika Del Sol : Adila Cherif, mère de Bilal & Zakaria
- Vincent Rialet : Mathéo
- Yoni Dahan : Polo
- Olivia Côte : Infirmière du lycée
- Alain Bouzigues : Proviseur
- Laurence Oltuski : Sandra Benezra, mère de Jo
- Jean-Denis Marcoccio : Cyril
- Anne Loiret : Bénévole
- Elia-Carmine Robbe : Lili
- Davdi Ban : Vigile
- Jean Patrick Delgado : Alain Benezra, père de Jo
- Florian Diday : Prof de français
- Philippine Stindel : Emma Borgès
- François Berard : Examinateur
- Pierre Bénézit : Huissier
- Quentin Nanou : Sekou
- Alice Metais : Laura

## Équipe technique
Sauf indication contraire, les informations mentionnées dans cette section peuvent être confirmées par la base de données cinématographiques Allociné,  présente dans la section « Liens externes ».
- Créatrice : Julie Andem
- Réalisatrice : Shirley Monsarrat
- Adaptation : Cyril Tysz, Clémence Lebatteux, Karen Guillorel, Julien Capron
- Scénarios : Clarisse Potoky (Directrice de collection), Élina Gakou-Gomba, Adrien Louiset, Louise Groult, Corentin Romagny, Deborah Hassoun (Collaboration)[3]
- Post-production : Blackship - Jill Pardini (directrice de post-production)
- Montage : Tianès Montasser (cheffe monteuse superviseur), Charly Lemega (chef monteur), Flora Alfonsi (cheffe monteuse), Olivier Py (assistant monteur), Alicia Bonnet (stagiaire montage)
- Étalonnage : Gabriel Poirier
- Son : Antoine Rozan (chef monteur son), Alain Gandit (chef mixeur), Matthieu Dallaporta (conformateur son)

## Liste des épisodes
1. Sur le fil
2. Rien d'exceptionnel
3. Les apparences
4. Comme chez vous
5. Jamais sans la MIF
6. Lâcher prise
7. Sous la carapace
8. Sans issue
9. Le Bruit qui court
10. Horizons

### Épisode 1:Sur le fil
- France : 
  - 7 mai 2021 à 18 h sur France.tv

### Épisode 2:Rien d'exceptionnel
- France : 
  - 14 mai 2021 à 18 h sur France.tv

### Épisode 3:Les apparences
- France : 
  - 21 mai 2021 à 18 h sur France.tv

### Épisode 4:Comme chez vous
- France : 
  - 28 mai 2021 à 18 h sur France.tv

### Épisode 5:Jamais sans la MIF
- France : 
  - 4 juin 2021 à 18 h sur France.tv

### Épisode 6:Lâcher prise
- France : 
  - 11 juin 2021 à 18 h sur France.tv

### Épisode 7:Sous la carapace
- France : 
  - 18 juin 2021 à 18 h sur France.tv

### Épisode 8:Sans issue
- France : 
  - 25 juin 2021 à 18 h sur France.tv

### Épisode 9:Le Bruit qui court
- France : 
  - 2 juillet 2021 à 18 h sur France.tv

### Épisode 10:Horizons
- France : 
  - 9 juillet 2021 à 18 h sur France.tv